# Eduard Steuermann
Eduard Steuermann (in Amerika auch als Edward Steuermann bekannt; geboren 18. Juni 1892 in Sambor bei Lemberg, Galizien, Österreich-Ungarn; gestorben 11. November 1964 in New York) war ein österreichisch-US-amerikanischer Pianist, Komponist, Klavierlehrer und Hochschullehrer. Er war der wichtigste Pianist des Schönberg-Kreises und brachte zahlreiche Klavier- und Klavierkammermusikwerke zur Uraufführung. 1951 wurde er Professor für Klavier an der Juilliard School in New York City.

## Leben
Steuermann stammte aus einer wohlhabenden und aufgeklärten galizisch-jüdischen Familie. Sein Geburtsort Sambor war ein Teil Österreich-Ungarns und liegt in der heutigen Ukraine. Der Vater Joseph Steuermann, promovierter Jurist, war als Bürgermeister und Rechtsanwalt tätig. Steuermann hatte drei Geschwister, darunter die Schauspielerin und Drehbuchschreiberin Salomea (Salka) Steuermann (1889–1978) und den polnischen Fußballnationalspieler Zygmunt Steuermann, der Opfer des Holocausts wurde. Salka war mit dem Wiener Schriftsteller und Regisseur Berthold Viertel verheiratet, die jüngste Schwester Rosa (Ruzia) (1891–1972) mit dem Schauspieler, Regisseur und Intendanten Josef Gielen. Der Dirigent und Komponist Michael Gielen ist Steuermanns Neffe.
Von seiner Mutter Augusta Steuermann (gestorben 1953), geb. Amstel, erhielt er seinen ersten Klavierunterricht. Von 1904 bis zum Matura 1910 erhielt er Privatunterricht bei dem Lemberger Klavierprofessor Vilém Kurz. Dieser empfahl ihn an Ferruccio Busoni weiter, der Steuermann bei einem Basler Meisterkurs 1910 aufnahm; 1911/12 studierte er in Berlin. Außerdem nahm er ein Studium in der Meisterschule für Komposition von Engelbert Humperdinck an der Königlichen Akademie der Künste in Berlin auf. 1912 wurde er von Humperdinck aufgrund unterschiedlicher ästhetischer Anschauungen an Arnold Schönberg vermittelt, bei dem er bis 1914 in Berlin studierte; 1921 erhielt er kurzzeitig Unterricht beim Schönberg-Schüler Anton Webern. Während des Ersten Weltkriegs 1915 wurde er zum Militärdienst eingezogen. Er verbrachte den Krieg überwiegend in der Sanitätsverwaltung in Przemyśl.
Nach dem Krieg zog er nach Wien, wo er auch unterrichtete. Dabei lernte er seine erste Ehefrau Hilda Merinsky (1898–1988) kennen. Mit ihr war er von 1922 bis 1927 verheiratet und hatte ein Kind. Von 1932 bis 1936 lehrte er in Lwow und Krakau (Polen). Er wirkte als Pianist und „Vortragsmeister“ von 1918 bis 1921 im Verein für musikalische Privataufführungen in Wien und spielte Werke der Wiener Moderne sowie russische und französische Werke. In Wien begleitete er oft die Rezitationsabende von Karl Kraus am Klavier. 1923 wurde er Mitglied des Klaviertrios des Geigers Fritz Rothschild und des Cellisten Joachim Stutschewsky. Außerdem trat er 1912 in das Wiener Pierrot-Ensemble unter Erwin Stein ein, das in den 1920er Jahren in Europa konzertierte. Ab 1923 spielte er in Konzerten der Internationalen Gesellschaft für Neue Musik u. a. bei den Weltmusiktagen 1927 in Frankfurt am Main, 1935 in Prag und 1954 in Haifa.

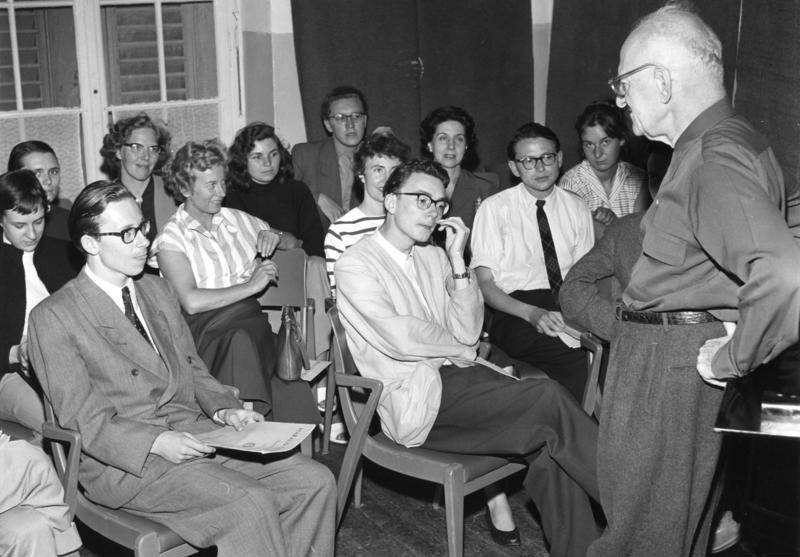
Eduard Steuermann gibt 1957 in Darmstadt ein Klavierseminar

1936 emigrierte er in die USA: Er reiste im Mai/Juni an Bord des Passagierschiffs RMS Berengaria von Southampton nach Santa Monica, Kalifornien, wo bereits seine ältere Schwester Salka lebte. Dort blieb er zunächst zwei Jahre, danach machte er sich in New York ansässig. Ab 1939 wohnte er den Konzerten der New School for Social Research bei, wo er 1940/41 lehrte. Mit Paul Dessau und Ernst Krenek plante er einen Schönberg-Verein. 1940 veranstaltete er gemeinsam mit Roger Sessions und Mark Brunswick die „Contemporary Concerts“. 1944 war er Dozent beim Sommerkurs am Black Mountain College bei Asheville, North Carolina. Im selben Jahr erhielt er die US-amerikanische Staatsbürgerschaft. 1948 wurde er Klavierlehrer am Philadelphia Conservatory of Music und der Philadelphia Musical Academy. Nach den „Summer Sessions“ wurde er 1951 Professor für Klavier an der Juilliard School in New York City. Auch gab er regelmäßig Meisterkurse in Europa u. a. am Mozarteum in Salzburg (1952/1962), Hannover und Dartington (Devon) sowie 1954, 1957, 1958 und 1960 lehrte er bei den Internationalen Ferienkurse für Neue Musik in Darmstadt.
Zu seinem Schülerkreis gehörten u. a. Alfred Brendel, Lili Kraus, Georg Knepler, Theodor W. Adorno, Jerome Lowenthal, Charlotte Eisler, Andor Losonczy, Viktor Ullmann, Jacob Gimpel, Hermann Grab, Weitzmann, Charlotte Demant, Josefa Rosanska, Menahem Pressler, Natalie Hinderas, Lorin Hollander, Joseph Kalichstein, Moura Lympany, Erika Haase, Joan Rowland, Thomas McIntosh, Howard Lebow, Irwin Freundlich und Russell Sherman.
Im Jahre 1949 heiratete er seine und Schönbergs ehemalige Schülerin, die Pianistin und Musikbibliothekarin Clara Silvers (1922–82), mit der er zwei Kinder hatte. 1964 verstarb Steuermann an Leukämie. Die Dokumente aus seinem Nachlass sowie die seiner Frau wurden der „Music Division“ der Library of Congress in Washington, D.C. zur Archivierung übergeben. Notendrucke und andere Dokumente mit spezifischem Bezug zu Arnold Schönberg und zur Wiener Schule befinden sich heute im Arnold Schönberg Center in Wien. In New York wurden die Edward Steuermann Memorial Society und der Edward Steuermann Memorial Prize gegründet.

## Bedeutung
Steuermann war der maßgebliche Pianist des Schönberg-Kreises. Etliche Klavierkompositionen Schönbergs wurden von ihm uraufgeführt, bereits 1912 war er an der Uraufführung Pierrot Lunaire beteiligt. 1944 gelang ihm mit der Uraufführung (gemeinsam mit dem NBC Orchester unter Leopold Stokowski) des Klavierkonzerts op. 42 von Schönberg der pianistische Durchbruch. Darüber hinaus brachte er Werke Adornos, Bergs, Weberns und Eislers u. a. zur Uraufführung. Für Claude Debussys 12 Etudes übernahm er die deutsche Erstaufführung.
Während mit dem Begriff der Zweiten Wiener Schule im Allgemeinen neben Schönberg dessen Schüler Alban Berg und Anton Webern verbunden werden, kennt man Eduard Steuermann zwar als einen genialen Pianisten, als Komponist ist er jedoch nahezu unbekannt geblieben. Theodor W. Adorno, der mit Steuermann befreundet war, hat 1924 bei ihm ebenfalls studiert. Steuermann galt Adorno als „einer der originellsten und merkwürdigsten Komponisten der Gegenwart, alles eher als das, was man sich unter einem auch-komponierenden Pianisten vorstellt, beste und strengste Schönberg-Schule, dabei von einem durchaus eigenen […] Ton“, dessen „Musik in ihrer dunklen und oft rätselhaften Verschlungenheit, auch einem sehr tiefliegenden und keineswegs etwa folkloristisch dingfest zu machenden jüdischen Element […] etwas genuin Kafkasches“ habe.

## Werke
Unter Steuermanns Kompositionen, die bis heute noch weitgehend ungedruckt sind, befinden sich zahlreiche Klavierstücke, darunter die 1924 entstandene, 1954 revidierte Sonate, um deren Neuentdeckung sich Maria Luisa Lopez-Vito mit zahlreichen Aufführungen verdient machte; Kammermusik für verschiedene Besetzungen, Orchester-Variationen und eine Orchestersuite sowie viele Lieder, u. a. auf Texte von Kafka, Hofmannsthal und Brecht. Die frei atonalen oder dodekaphonen Werke zeugen von feinem Gespür für instrumentale Klangfarben. Er fertigte außerdem Klavierauszüge der Kompositionen Erwartung und Die glückliche Hand von Schönberg an und transkribierte dessen Kammersymphonie Nr. 1 für Klavier. Für die Brahms-Ausgabe der Universal Edition gab Steuermann mehrere Bände heraus.

## Auszeichnungen
- 1952: Schönberg-Medaille der Internationalen Gesellschaft für Neue Musik
- 1962: Ehrendoktorwürde der Philadelphia Musical Academy
- Ehrenmitglied der Musikakademie von Florenz

## Schriften
- Edward Steuermann: The Not Quite Innocent Bystander. Writings of Edward Steuermann. Hrsg.: Clara Steuermann, David H. Porter, Gunther Schuller. University of Nebraska Press, Lincoln / London 1989, ISBN 0-8032-4191-7

## Schallplattenaufnahmen
Edward Steuermann hat um 1960 in den USA zwei Schallplatten mit Klaviermusik von Ferruccio Busoni (Contemporary S 8501) und Arnold Schoenberg (Columbia ML 5216) eingespielt.

## CD
- Kolja Lessing und Herbert Henck: Hommage à Eduard Steuermann, Tacet C 186 (2 CDs, 1957/2009)[12]
- Ravinia Trio: Trio für Klavier, Violine und Violoncello (1954), Verklärte Nacht (Transkription für Klaviertrio von Eduard Steuermann; Komposition von Arnold Schönberg), Divox 1992.
- Bruce Brubaker: Steuermann Sonata for Piano (1926), Vital Music 1994.